# Manzanillo, José Azueta
Manzanillo är en ort i Mexiko.   Den ligger i kommunen José Azueta och delstaten Veracruz, i den sydöstra delen av landet, 400 km öster om huvudstaden Mexico City. Manzanillo ligger 11 meter över havet och antalet invånare är 274.
Terrängen runt Manzanillo är mycket platt. Runt Manzanillo är det ganska glesbefolkat, med 48 invånare per kvadratkilometer. Närmaste större samhälle är Carlos A. Carrillo, 18,1 km nordväst om Manzanillo. Trakten runt Manzanillo består till största delen av jordbruksmark.